# Una víbora en el puño
Una víbora en el puño (francés Vipère au Poing) publicada en 1948, es una de las novelas de Hervé Bazin más conocidas y apreciadas de toda la literatura francesa que discute el tema de la infancia.
Es la primera novela, y la más conocida, de una trilogía que incluye La Mort du Petit Cheval y Le Cri de la Chouette, consideradas en gran parte autobiográficas, que cuenta el combate violento, despiadado y cruel de un niño de diez años contra su madre, es un pulso de dos fuertes personalidades enfrentadas.
Se convirtió en un éxito y escándalo inmediato al ser publicada. Hoy en día se la considera una novela clásica francesa y lectura obligada para los estudiantes de secundaria en Francia.
La película Una Víbora en el Puño fue llevada a la pantalla grande en 2004.

## Trama
La historia comienza con el recuerdo de una víbora en la mano del joven Jean Rézeau, quien la sostiene en su puño hasta ahorcarla.
El joven Jean vive con sus abuelos. Al morir su abuela, sus padres se ven obligados a regresar desde la Indochina en donde su padre enseñaba leyes. 
Jean y su hermano descubren que tienen un nuevo hermano y que su madre Paule es una mujer horrible, que odia su vida y sus hijos. Paule es severa en extremo y les injuria hasta la crueldad. 
Su padre es un hombre débil que, salvo en raras ocasiones, se somete a la voluntad de su esposa, y pasa su tiempo en estudios de entomología.
Gradualmente, esto se convierte en una perversa guerra doméstica que incluye dos intentos de matar a su madre. La primera con una sobredosis de medicina que sólo logra afectarle el estómago. La segunda, un intento de ahogarla.
Su madre enrola a dos vicarios para que se encarguen de la educación de los hijos, y estos en lugar de ayudar a disminuir su calvario, ayudan a perpetuarlo.
A los 15 años, Jean descubre el sexo con una joven de la zona. Él no la ama y piensa que las mujeres no son más que un exutorio para el semen. 
Su madre intenta ponerle una trampa para así poder enviarlo a un reformatorio. Jean se da cuenta y hace que su madre se retracte de sus planes pero la convence para que le envíe a un internado, terminando así su calvario. No vuelve a verla hasta el día de su muerte.
Jean concluye su biografía diciendo que aunque parece que él ha ganado, en realidad es su madre, folcoche, quien ganó, ya que él no es capaz de sentir confianza o amor, y siente que camina con una víbora en el puño.

## Crítica social
Una Víbora en el Puño es una acusación vitriólica de una sociedad burguésa rural francesa. Bazin describe una familia donde la hipocresía se vive a flor de piel, y en la que los rituales católicos importan más que virtudes como el amor o la compasión. En la novela se presenta a la burguesía y el mundo eclesiástico como despreciables. Los varios sacerdotes que aparecen como educadores colaboran con la madre del narrador en sus locuras crueles; otros fornican con mujeres jóvenes.

## Adaptación al cine y televisión
Una adaptación fue hecha en 1971 para la televisión. La película Una víbora en el puño se estrenó en 2004. 